# Barasa triangularis
Barasa triangularis är en fjärilsart som beskrevs av Robinson 1975. Barasa triangularis ingår i släktet Barasa och familjen trågspinnare. Inga underarter finns listade i Catalogue of Life.